# Nicola Zingaretti
Nicola Zingaretti (Roma, 11 ottobre 1965) è un politico italiano, presidente della Regione Lazio dal 2013 al 2022.
Già esponente del PCI, di cui ha seguito l'evoluzione in PDS, DS e PD, è stato segretario nazionale della Sinistra giovanile (1992-1995), presidente dell'Unione Internazionale della Gioventù Socialista (1995-1997), europarlamentare (2004-2008 e di nuovo dal 2024), Presidente della provincia di Roma (2008-2012), Presidente della Regione Lazio (2013-2022) e segretario del Partito Democratico (2019-2021). Dal 2022 al 2024 è stato deputato nella XIX legislatura.
Zingaretti è considerato uno dei membri più in vista dell'ala sinistra del PD. È stato anche il primo presidente del Lazio a essere rieletto per un secondo mandato, risultando quindi il più longevo in carica.

## Biografia
Nasce l'11 ottobre 1965 a Roma, figlio di Emma "Mimmi" Di Capua, sfuggita all’età di sette anni al rastrellamento delle famiglie ebree nel ghetto romano del 16 ottobre 1943, e di Aquilino Zingaretti, dirigente di banca. Ha una sorella, Angela, dirigente di banca, e un fratello maggiore, l'attore Luca Zingaretti, noto soprattutto per l'interpretazione di Salvo Montalbano nella serie televisiva Il commissario Montalbano. Sposato con Cristina Berliri, ha due figlie: Flavia e Agnese. La sua bisnonna materna, Ester della Torre, fu deportata nel campo di concentramento di Auschwitz, dove morì dopo pochi giorni. È inoltre cognato dell'attrice Luisa Ranieri, moglie di suo fratello Luca.
Si diploma nel 1984 in odontotecnica presso l'Istituto Professionale Edmondo De Amicis di Roma. Successivamente si iscrive alla facoltà di lettere e filosofia all'Università di Roma "La Sapienza", abbandonandola dopo 3 esami.

## Carriera politica

### Esordi e prime esperienze politiche
Mentre frequentava la scuola professionale, inizia il suo impegno nell'associazionismo prendendo parte al movimento per la pace nel 1982. A diciassette anni è tra i fondatori di un'associazione di volontariato antirazzista denominata "Nero e non solo", impegnata nelle politiche dell'immigrazione e per una società multietnica e multiculturale.
Ha iniziato a fare politica tra le file della Federazione Giovanile Comunista Italiana (FGCI), l'organizzazione giovanile del Partito Comunista Italiano (PCI), diventandone verso la metà degli anni '80 segretario della federazione romana, su proposta di Goffredo Bettini. Negli stessi anni è stato anche membro del Consiglio nazionale della FGCI, dove stringe una solida amicizia con Nichi Vendola, al punto di sponsorizzarne la prima candidatura alla Camera dei deputati alle elezioni politiche del 1987.
Con la svolta della Bolognina di Achille Occhetto dal PCI al Partito Democratico della Sinistra (PDS), aderisce allo scioglimento della FGCI e la sua confluenza nella Sinistra Giovanile, di cui nel 1992 viene eletto segretario e succedendo a Gianni Cuperlo.
Alle elezioni comunali del 1993 si candida al consiglio comunale di Roma, nelle liste del PDS a sostegno del candidato sindaco di sinistra Francesco Rutelli, risultando eletto consigliere comunale: sono anni di impegno per lo sviluppo sostenibile e in difesa dell'ambiente, della legalità e contro la mafia, durante i quali organizza il primo Campeggio Giovanile Antimafia di San Vito Lo Capo e numerose iniziative in memoria di Giovanni Falcone e Paolo Borsellino.
Dal 1995 al 1997 è presidente dell'Unione Internazionale della Gioventù Socialista e vicepresidente dell'Internazionale Socialista. In questi anni s'impegna per ricostruire la rete con i partiti e le organizzazioni giovanili democratiche e progressiste in Bosnia ed Erzegovina. All'indomani della firma degli accordi di Dayton nel 1995, interviene all'Assemblea generale dell'ONU per l'anno mondiale della Gioventù come Rappresentante nel Comitato dell'ONU.
Nel 1998, a 33 anni, entra a far parte della Commissione che elabora la piattaforma politica dei socialisti per il nuovo secolo “Progresso Globale”, presieduta da Felipe Gonzales e composta, tra gli altri, da Martine Aubry, Shimon Peres e Ricardo Lagos. S'impegna, inoltre, per il processo di pace tra Israele e Palestina, organizzando numerose iniziative per favorire il dialogo tra i giovani laburisti israeliani e la gioventù di “Al Fatah”.
Dal 1998 al 2000 è stato responsabile delle Relazioni internazionali nella Direzione nazionale dei Democratici di Sinistra (DS) e nel 1998 organizza, a Milano, il Congresso dei Socialisti Europei. Con una delegazione DS composta anche da Walter Veltroni, nel 1999 si reca in Birmania a sostegno del "Movimento per la democrazia" e incontra il Premio Nobel per la pace (1991) Aung San Suu Kyi. Lo stesso anno organizza il viaggio del Dalai Lama a Roma.
Nel 2000 viene eletto segretario comunale dei DS a Roma. L'anno successivo è uno dei principali promotori della candidatura di Veltroni a Sindaco di Roma e contribuisce alla vittoria dell'Ulivo romano. È stato fra i protagonisti di una stagione di risultati importanti per i DS romani e il centro-sinistra che nel 2003, dopo otto anni, tornano a essere il primo partito nella capitale, sconfiggendo la destra in tutta la provincia.

### Elezione al Parlamento europeo
Alle elezioni europee del 2004 si candida al Parlamento europeo, per la lista elettorale Uniti nell'Ulivo nella circoscrizione Italia centrale, risultando eletto europarlamentare come il secondo più votato nella circoscrizione dopo Lilli Gruber (803.539) con 218.130 preferenze. Nel corso della prima riunione di delegazione, viene nominato Presidente. È stato membro delle commissioni per il mercato interno e la protezione dei consumatori. Fa anche parte delle delegazioni interparlamentari per i rapporti con Israele e la penisola coreana, degli intergruppi parlamentari “Volontariato”, “Disabilità”, “Diritti delle persone omosessuali” e “Tibet”.
Nel 2005 è relatore del rapporto d'opinione “Sul futuro del tessile e dell'abbigliamento dopo il 2005”, nel quale invita la Commissione a verificare il rispetto, da parte dei suoi partner commerciali, degli impegni sottoscritti nell'ambito dell'Organizzazione Mondiale del Commercio. Sono molte le iniziative e le interrogazioni in difesa dell'industria tessile europea e per il “made in”, in cui affronta i rapporti con i mercati cinesi, la tutela dei consumatori e in particolare del made in Italy.
Da dicembre 2006 ad ottobre 2007 lavora per la formazione degli amministratori locali, consiglieri e assessori delle giunte comunali, provinciali e regionali di Lazio, Umbria, Toscana e Marche, per far conoscere tutte le opportunità offerte dall'Unione europea e sfruttarle al meglio a vantaggio del territorio. In particolare, nel 2006 pubblicò la guida “Fondi strutturali e programmi comunitari” sulla nuova programmazione finanziaria dell'Unione europea per il periodo 2007-2013.
Dal 2005 al 2007 è stato relatore della direttiva Ipred2 sulle Sanzioni penali a tutela dei diritti di proprietà intellettuale e riesce a far approvare un progetto legislativo che per la prima volta introduce sanzioni penali uniformi in tutti gli Stati membri dell'Unione europea. La direttiva attribuisce sanzioni penali per i contraffattori che importano merci illegali e pericolose dai paesi extra-Ue. L'approvazione della direttiva gli vale il riconoscimento dell'International Herald Tribune e la candidatura al MEP Awards, il prestigioso riconoscimento che viene attribuito ogni anno ai deputati europei più meritevoli.
Il 18 novembre 2006 viene eletto al primo turno segretario regionale dei Democratici di Sinistra nel Lazio. Il 14 ottobre 2007, nel corso delle prime elezioni primarie che danno vita al PD, viene eletto con 282.000 voti (85,31%) segretario regionale nel Lazio per il nuovo partito.

### Presidente della Provincia di Roma

#### La corsa a Palazzo Valentini

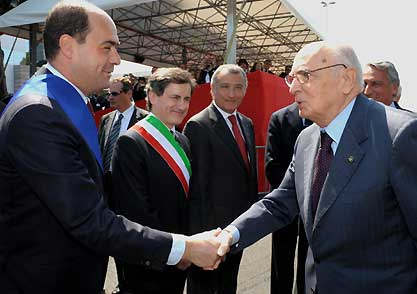
Zingaretti con il sindaco di Roma Gianni Alemanno, il Presidente Regione Lazio Piero Marrazzo e il Presidente della Repubblica Giorgio Napolitano nel 2008

In vista delle elezioni amministrative del 2008 si candida alla presidenza della Provincia di Roma, sostenuto da una coalizione di centro-sinistra formata da Partito Democratico, Sinistra Arcobaleno, Italia dei Valori, Lista Emma Bonino - Radicali, Unione Democratica per i Consumatori e la civica Lista Zingaretti. Il 28 aprile 2008 viene eletto Presidente della Provincia di Roma, vincendo il ballottaggio sul candidato del centro-destra Alfredo Antoniozzi con più di un milione di voti (1 001 490) pari al 51,48% dei consensi.

#### Presidenza della Provincia

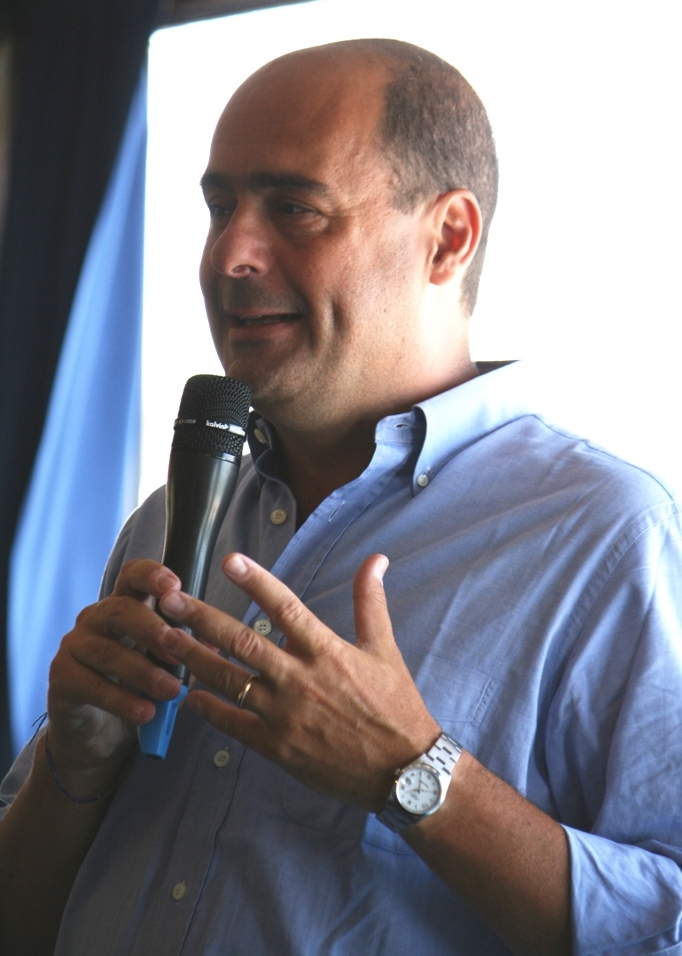
Nicola Zingaretti nel 2010

Nel 2010 è stato protagonista di uno scontro interno al PD con il sindaco di Firenze Matteo Renzi, che gli rimprovera "scarso coraggio" per non essersi voluto impegnare nella candidatura alle regionali laziali del 2010, considerandolo una valida alternativa alla candidatura di Emma Bonino (con la quale il centro-sinistra perse contro il centro-destra e Renata Polverini) in quanto politico di centro-sinistra più popolare nella regione. La replica di Zingaretti alla dichiarazione di Renzi fu di non voler ridurre la politica al "carrierismo".
In occasione delle celebrazioni per il 65º Anniversario della liberazione, Zingaretti viene contestato per aver partecipato alla manifestazione organizzata a Roma presso Porta San Paolo insieme alla neo-presidente della Regione Lazio Renata Polverini. Verso il palco vengono lanciati oggetti, slogan e insulti, e Zingaretti viene colpito al volto da un limone. Dopo pochi minuti Zingaretti e la Polverini sono costretti ad abbandonare la manifestazione.
La sua amministrazione provinciale realizza una serie di apprezzati progetti, tra cui "Provincia Wi-Fi", che consiste nell'installazione in piazze, biblioteche e luoghi di ritrovo del territorio provinciale di apparati WiFi per l'accesso gratuito ad Internet. Nel 2011 inaugura Porta Futuro, un centro per l'orientamento, la formazione e il lavoro. Nato sulla scia di Porta 22 di Barcellona, la nuova struttura, che si trova nel rione Testaccio a Roma, gestisce l'empowerment dei cittadini e delle imprese della provincia capitolina. La sua giunta provinciale approvò una mozione per installare distributori di profilattici nelle scuole di Roma e provincia; l’iniziativa suscitò diverse critiche presso ambienti cattolici, in particolare dal cardinale vicario del papa a Roma Agostino Vallini, critiche di cui Zingaretti si disse «choccato».
Nel 2012 ha sostenuto la mozione di Pier Luigi Bersani alle primarie del centro-sinistra "Italia. Bene Comune" per la scelta del candidato alla Presidenza del Consiglio, contro la mozione di Renzi.
Il 7 dicembre 2012 si dimette da presidente della Provincia di Roma, ponendo fine alla sua amministrazione con 5 mesi d'anticipo rispetto alla scadenza naturale, per candidarsi alla Presidenza della Regione Lazio alle imminenti elezioni regionali; al suo posto in provincia subentra il commissario prefettizio Umberto Postiglione.

### Da candidato sindaco di Roma a presidente della Regione Lazio

#### Corsa al Campidoglio
Il 28 giugno 2012, presso Casina Valadier al Pincio, annunciò di volersi candidare alle primarie in vista delle prossime elezioni comunali di Roma per sfidare il sindaco uscente Gianni Alemanno, sebbene questa sua mossa abbia inizialmente trovato la contrarietà di una parte del suo stesso partito. La candidatura ufficiale avvenne il 16 luglio durante una manifestazione in piazza San Cosimato a Trastevere, nel corso della quale annunciò la sua candidatura a sindaco di Roma.

#### Corsa al Palazzo della Regione

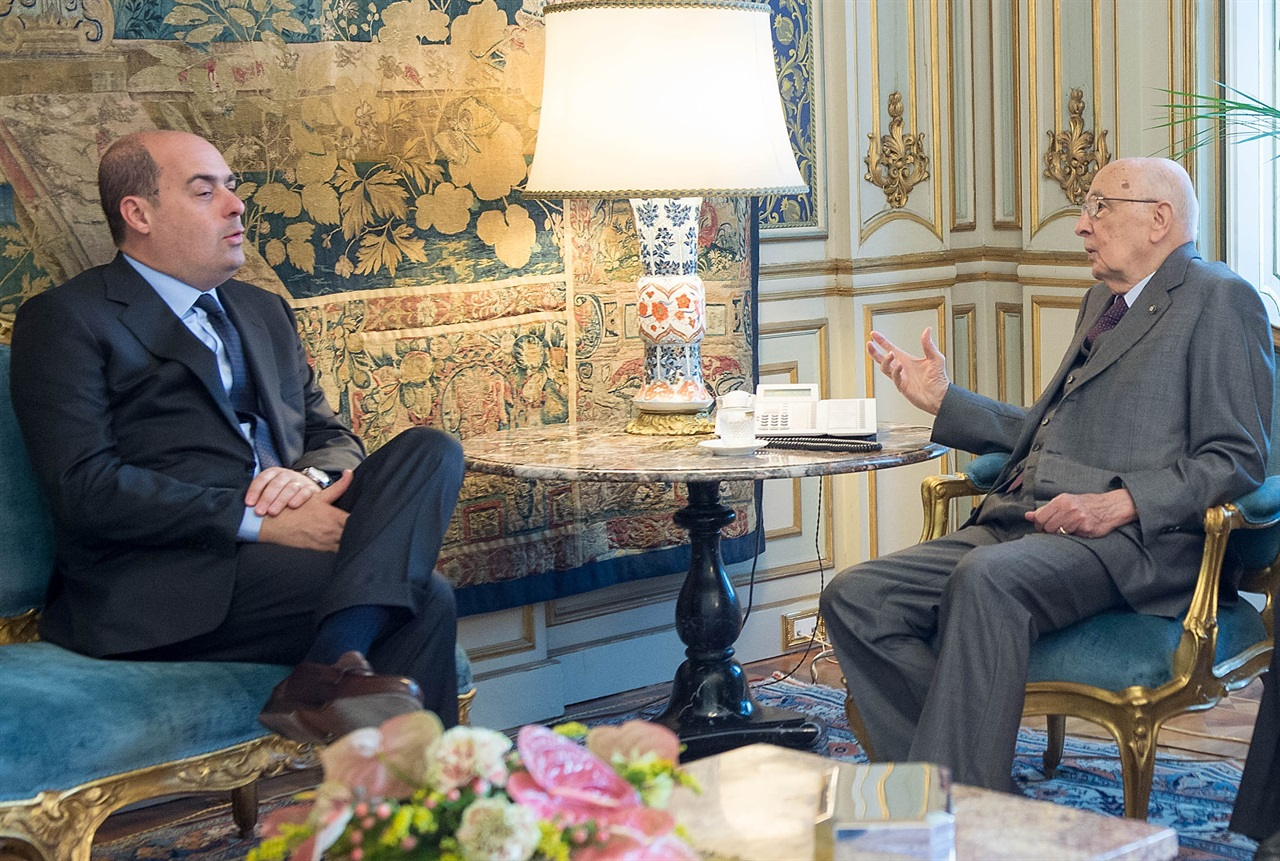
Zingaretti ricevuto al Quirinale dal Presidente della Repubblica Giorgio Napolitano nel 2013

Apparentemente destinato a candidarsi alle elezioni amministrative del 2013 in primavera per il comune di Roma sino a pochi giorni prima, il 4 ottobre 2012 fa dietrofront ed annuncia invece in una conferenza stampa di volersi candidare ufficialmente alle imminenti elezioni regionali del Lazio, a seguito delle pressioni all'interno del partito, dopo le dimissioni anticipate della giunta guidata da Renata Polverini, a seguito dello scandalo che ha portato alla luce un sistema di fondi pubblici elargiti ai membri del Consiglio regionale del Lazio di cui aveva usufruito irregolarmente il membro del PdL (poi auto-sospeso) Franco Fiorito. "C'è un'emergenza democratica che sarebbe un crimine sottovalutare e questa è una priorità assoluta" ha affermato Zingaretti, nella prima dichiarazione rilasciata dopo l'annuncio della sua candidatura.
Zingaretti verrà appoggiato dalla coalizione di centro-sinistra composta da Partito Democratico, Sinistra Ecologia Libertà, Partito Socialista Italiano, Centro Democratico e dalla lista civica "Nicola Zingaretti Presidente".
Il 26 febbraio 2013, dopo le elezioni regionali del 24 e 25 febbraio, Zingaretti viene eletto Presidente della Regione Lazio con 1 329 643 voti (pari al 40,65%), battendo il candidato di centro-destra Francesco Storace, Segretario de La Destra sostenuto da Silvio Berlusconi (29,32%), Davide Barillari del Movimento 5 Stelle (20,2%) e l'avvocatessa Giulia Bongiorno con la lista civica "Bongiorno Presidente", appoggiata da Scelta Civica, Unione di Centro e Futuro e Libertà. Il 12 marzo la Corte d'appello di Roma proclama ufficialmente Zingaretti Presidente della Regione Lazio.
Durante il mandato da presidente di regione, Zingaretti si tenne abbastanza defilato dalle dinamiche nazionali del PD, sostenendo però alle primarie del 2013 la candidatura dell'ex segretario della FGCI e della Sinistra Giovanile Gianni Cuperlo e alle primarie del 2017 quella del ministro della giustizia Andrea Orlando.

#### Rielezione alla Pisana

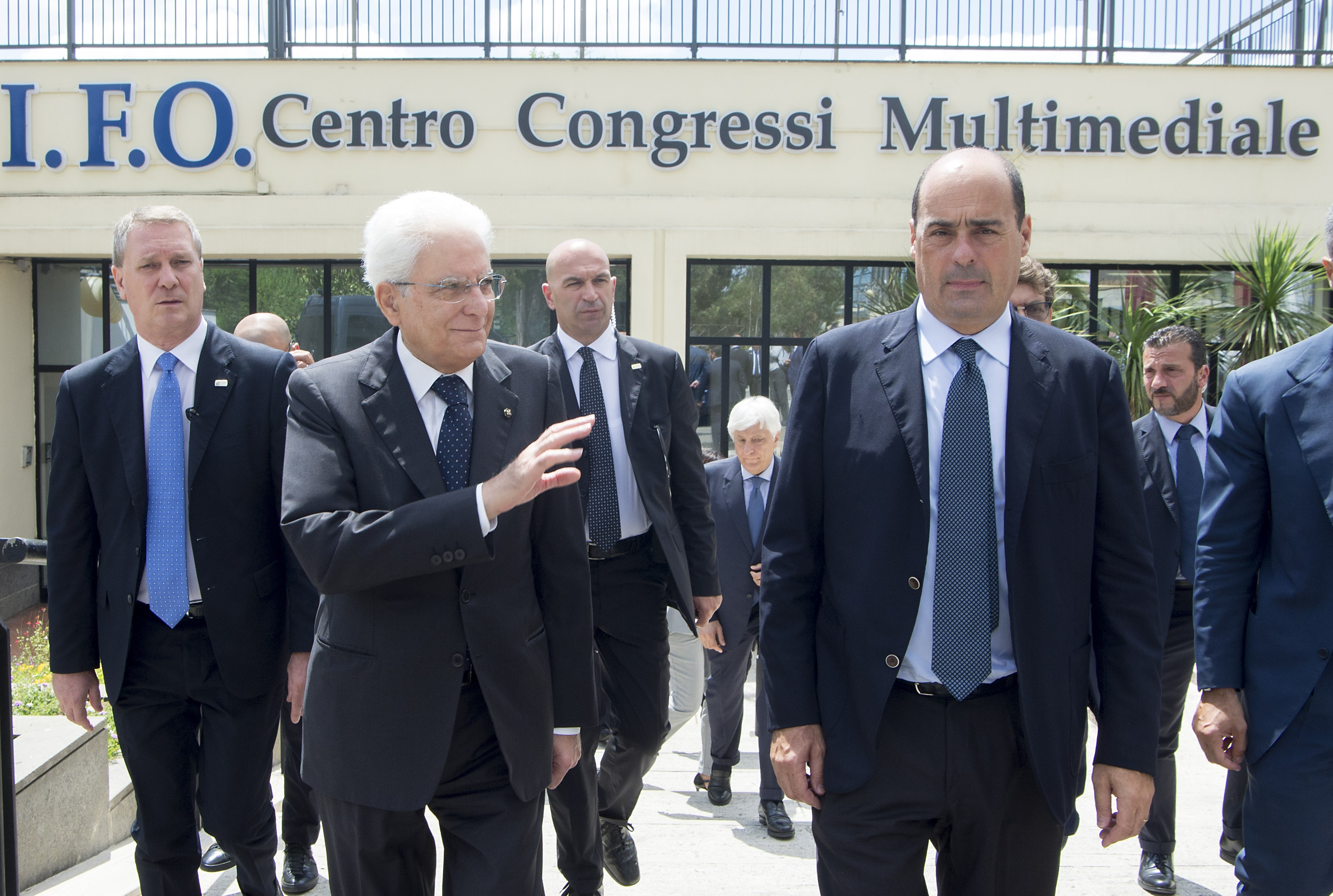
Zingaretti con il Presidente della Repubblica Sergio Mattarella nel 2017

Il 13 ottobre 2017, in vista delle elezioni regionali nel Lazio del 2018, ufficializza l'intenzione di ricandidarsi per un secondo mandato, presentandosi appoggiato dal PD e dalla sua Lista civica Zingaretti, che verrà lanciata ufficialmente il 26 gennaio dal suo vicepresidente della Regione Lazio Massimiliano Smeriglio.
Il 14 gennaio 2018 Pietro Grasso, leader di Liberi e Uguali, ufficializza l'appoggio al presidente uscente, dopo aver stipulato un accordo che prevede l'esclusione di formazioni centriste nella mozione di Zingaretti.
Il 23 gennaio ottiene il sostegno di "Centro Solidale", promossa dall'assessore regionale alle politiche sociali Rita Visini e dal responsabile della Comunità di Sant'Egidio di Roma Paolo Ciani. Il giorno dopo, invece, in una conferenza stampa congiunta Zingaretti, Emma Bonino, Benedetto Della Vedova e Riccardo Magi ufficializzano l'appoggio nella coalizione di +Europa, formata da Centro Democratico e Radicali Italiani. Il 2 febbraio 2018 viene presentata nella mozione di Zingaretti la lista Insieme, di ispirazione ulivista, formata da Area Civica di Giulio Santagata, Partito Socialista Italiano di Riccardo Nencini e Federazione dei Verdi di Angelo Bonelli.
Il 4 marzo, sostenuto da una larga coalizione di centro-sinistra (PD, Lista Civica Zingaretti, LeU, +Europa, Insieme e Centro Solidale), viene rieletto per il secondo mandato con il 32,92% dei voti, contro il 31,17% dello sfidante di centro-destra Stefano Parisi e il 26,98% della sfidante del Movimento 5 Stelle Roberta Lombardi. Con la proclamazione della Corte d'appello di Roma il 19 marzo, Zingaretti diventa così il primo presidente della Regione Lazio rieletto a essere stato rieletto dopo il primo mandato.
Il 1º dicembre 2018 viene presentata in Consiglio regionale una mozione di sfiducia nei suoi confronti da parte dalla coalizione di centro-destra, che è stata respinta con 26 voti contrari e 22 favorevoli, con un no di un membro di Forza Italia e tre assenti.

#### Estensione della giunta al Movimento 5 Stelle
Benché alle regionali laziali sia del 2013 sia del 2018 il Movimento 5 Stelle si fosse scontrato con il Partito Democratico e con lo stesso Zingaretti, quest'ultimo agli inizi di marzo 2021 avvia un rimpasto della sua giunta regionale del Lazio, allargandola al M5S, in linea con il progetto nazionale di alleanza PD-M5S da rilanciare sul territorio laziale, dove il PD stesso dà il via libera. Il 12 marzo, con un accordo basato su un programma, entrano in giunta le pentastellate Roberta Lombardi e Valentina Corrado, rispettivamente con le deleghe regionali alla transizione ecologica e al turismo ed enti locali.

### Segretario del Partito Democratico

#### Elezioni primarie

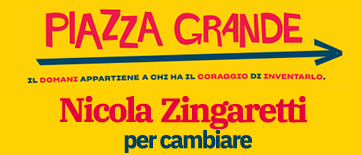
Logo della campagna elettorale di Zingaretti per le primarie del 2019

Il 7 luglio 2018, Zingaretti annuncia la sua intenzione di candidarsi come nuovo segretario del Partito Democratico. Il 13 e 14 ottobre con la sua manifestazione "Piazza Grande" all'ex Dogana di San Lorenzo a Roma lancia ufficialmente la sua candidatura a segretario del PD in vista delle elezioni primarie dell'anno seguente.

La campagna elettorale di Zingaretti per le primarie si è basata su una piattaforma socialdemocratica, il cui scopo era quello di abbandonare i modi di fare, le politiche liberali e centriste di Matteo Renzi e spostare il PD più a sinistra, portandosi al contempo nella sua mozione a sostegno persone che hanno sostenuto Renzi in passato. I temi principali della campagna erano la giustizia sociale e la lotta alla disuguaglianza economica.

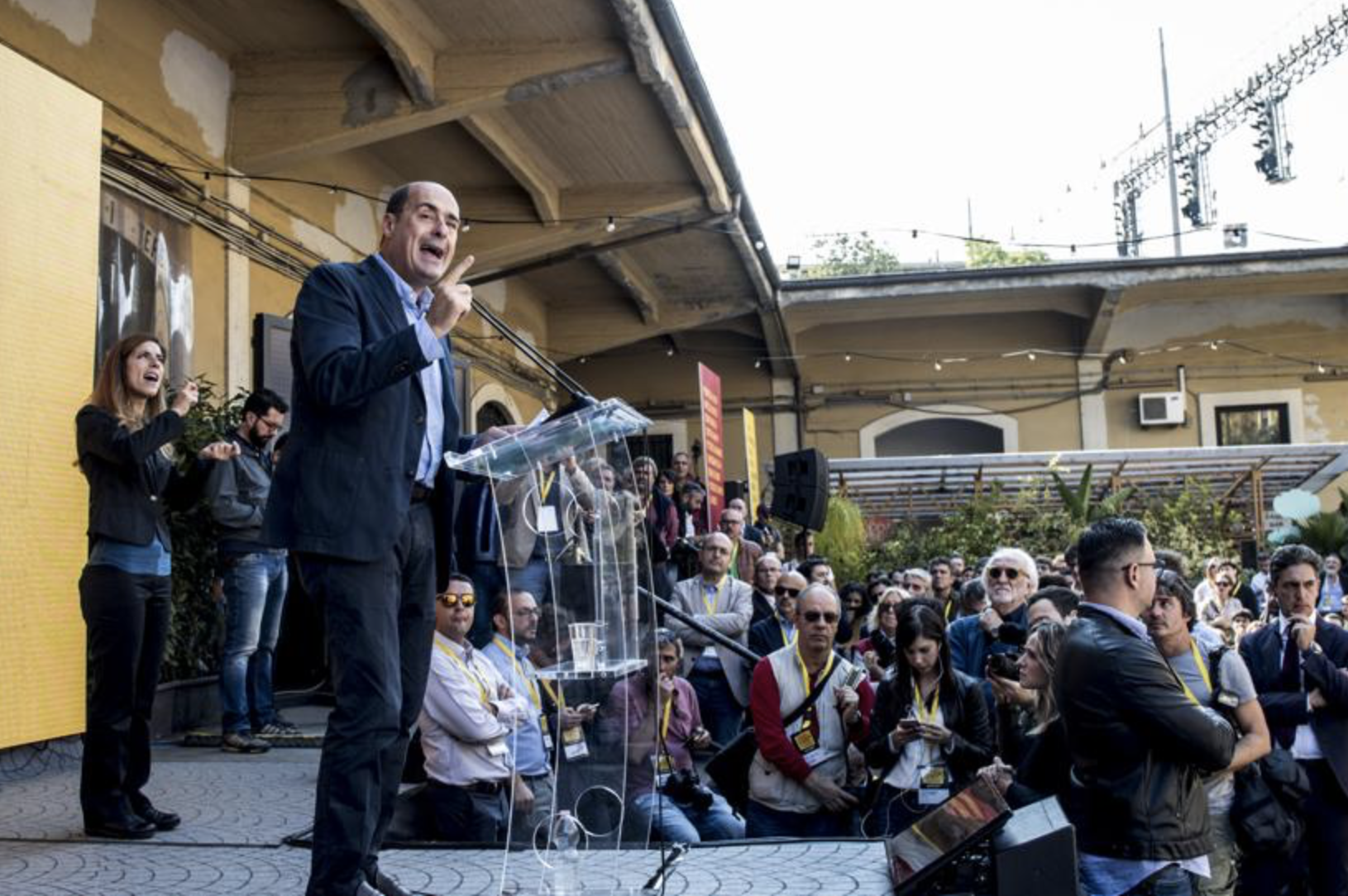
Zingaretti durante la manifestazione "Piazza Grande" all'ex Dogana di San Lorenzo a Roma (dicembre 2018)

Ottiene, fra gli altri, l'appoggio di Dario Franceschini, Gianni Cuperlo, Michele Emiliano, Andrea Orlando, Paolo Gentiloni e 200 sindaci in tutta Italia, più tardi arriva quello dell'ex ministro dell'interno Marco Minniti e dell'ex Presidente del Consiglio, nonché leader PDS/DS Massimo D'Alema. Nel voto fra gli iscritti di gennaio ottiene 88.918 voti, pari al 47,38% e risultando primo fra i candidati, qualificandosi per le primarie aperte del 3 marzo successivo assieme al segretario uscente Maurizio Martina e a Roberto Giachetti.
Alle elezioni primarie del partito svoltesi il 3 marzo riceve 1.035.955 di voti, pari al 66%, risultando primo dei candidati, battendo gli sfidanti Martina e Giachetti.
Il 17 marzo 2019 viene ufficialmente proclamato segretario del PD dall'Assemblea nazionale del partito, dove Zingaretti può contare su 653 delegati sui 1.000 componenti totali. Nello stesso giorno, propone all'Assemblea la nomina a presidente del Partito Democratico di Paolo Gentiloni, che viene eletto con solo 86 astenuti e nessun contrario.

#### Elezioni europee del 2019
In vista delle elezioni del Parlamento europeo, Zingaretti presenta il simbolo elettorale con un ampio riferimento a "Siamo Europei", manifesto politico promosso dall'ex ministro dello sviluppo economico Carlo Calenda, e il simbolo del Partito Socialista Europeo. Inoltre, stringe un'alleanza con Articolo Uno, partito fondato nel 2017 da Bersani, D'Alema e Speranza che sono fuoriusciti dal PD, e personaggi indipendenti di sinistra come l'ex sindaco di Milano Giuliano Pisapia e il suo vicepresidente della Regione Lazio Massimiliano Smeriglio.
Alle elezioni europee del 2019 Zingaretti guida il PD ad ottenere il 22,7% dei voti, raccolti principalmente nelle grandi città (Roma, Milano, Torino, Bologna e Firenze) in controtendenza nazionale, piazzandosi così ad essere il secondo partito d'Italia dopo la Lega di Matteo Salvini.

#### Composizione della segreteria
Il 16 giugno 2019 nomina la nuova segreteria del partito (organo che lo coadiuverà nella gestione delle decisioni politiche), composta da otto uomini e sette donne tra politici e dirigenti delle principali correnti che hanno sostenuto Zingaretti all’ultimo congresso, venendo attaccato dalla minoranza renziana del partito, su tutti il capogruppo PD al Senato Andrea Marcucci.
Nello stesso periodo Zingaretti si trova ad affrontare lo scandalo all'interno del CSM riguardante l'inchiesta per corruzione su Luca Palamara, ex presidente dell'Associazione Nazionale Magistrati, nel quale risultano coinvolti gli esponenti del PD Cosimo Ferri e Luca Lotti, quest'ultimo in lizza per entrare nella sua segreteria nazionale (in segno d'apertura ai renziani) e che di conseguenza si autosospende dal PD. Anche in quest'occasione i renziani attaccano Zingaretti per non essere intervenuto in modo più diretto sulla vicenda; in particolare Maria Elena Boschi afferma «Sono arrivati più attacchi a Lotti dall’interno del Pd che dagli avversari politici […] ».

#### Alleanza col Movimento 5 Stelle

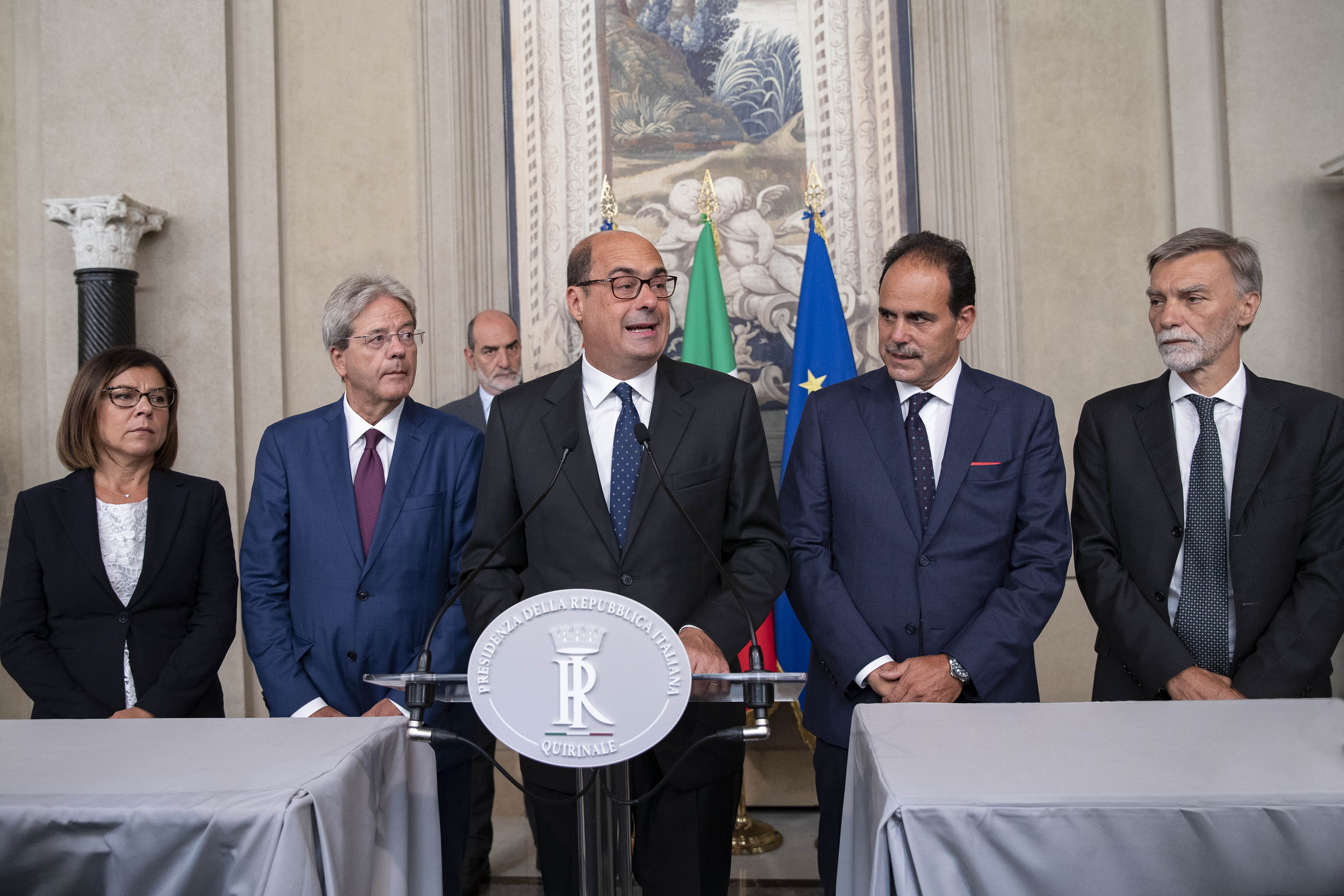
Zingaretti assieme ai capigruppo PD Andrea Marcucci e Graziano Delrio, Paolo Gentiloni e Paola De Micheli durante le consultazioni del 2019

L'estate successiva, a causa della mozione di sfiducia di Matteo Salvini e della Lega al governo Conte I, si apre la crisi di governo, dove il Presidente del Consiglio Giuseppe Conte rassegna le dimissioni il 20 agosto. Il giorno successivo la Direzione nazionale del PD apre ufficialmente a un governo con il Movimento 5 Stelle, fondato su europeismo, economia verde, sviluppo sostenibile, lotta alla disuguaglianza economica e una nuova politica sull'immigrazione. Il 28 agosto Zingaretti annunciò al Quirinale la sua posizione favorevole a mantenere Giuseppe Conte alla guida del nuovo governo, formato da Movimento 5 Stelle, PD e Liberi e Uguali, che si insedia il 5 settembre.
Il 18 settembre Renzi, che era stato uno dei primi sostenitori del patto di governo PD-M5S, lascia il PD assieme a 24 deputati e 13 senatori (compreso Renzi) per costituire un nuovo partito liberale e centrista: Italia Viva. Tuttavia, non tutti i sostenitori di Renzi lo hanno seguito nella scissione, e altri come Simona Bonafè, il sindaco di Bergamo Giorgio Gori, Anna Ascani, Lorenzo Guerini e Luca Lotti, sono rimasti nel PD.

#### Dimissioni da segretario

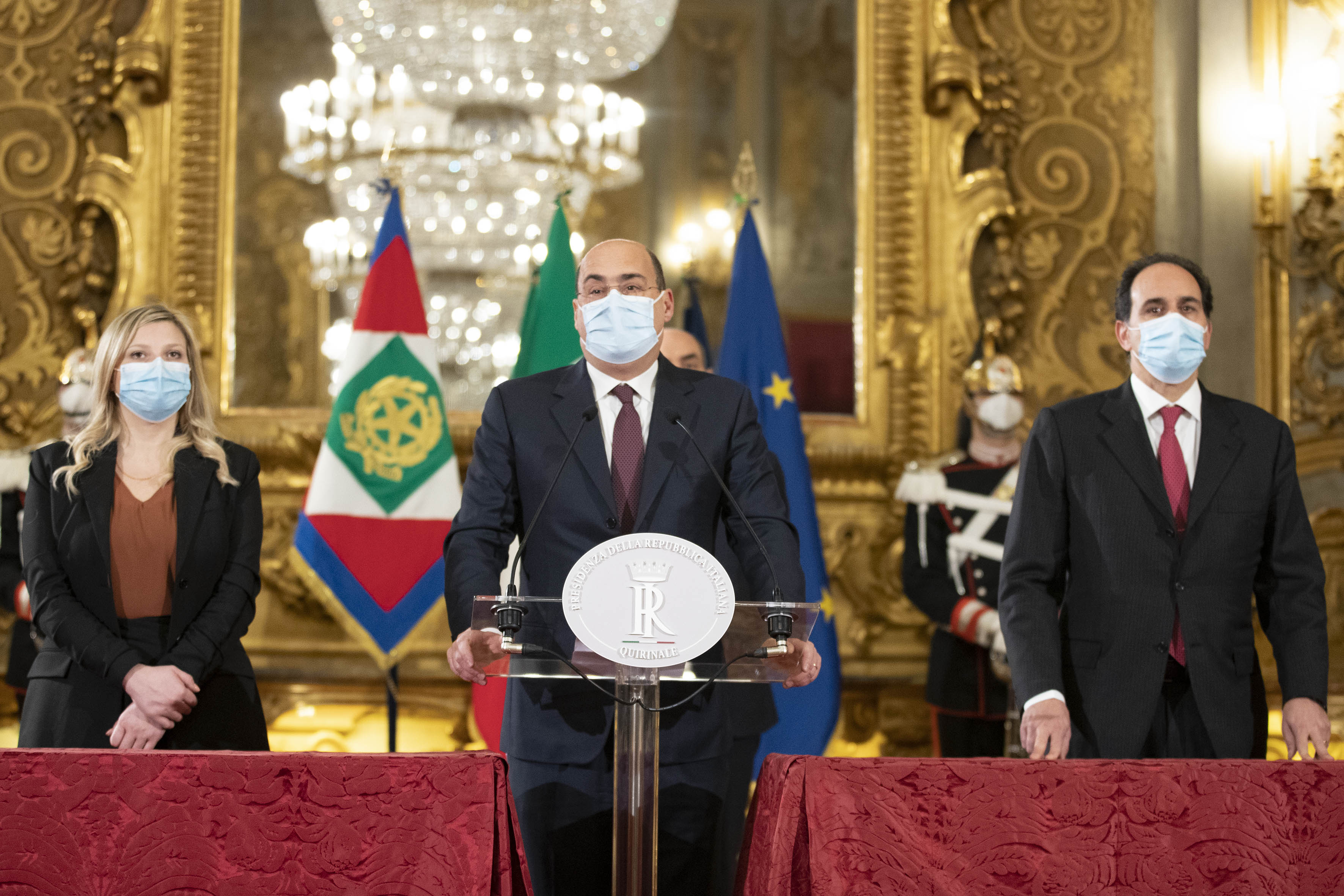
Zingaretti assieme ad Andrea Marcucci e Valentina Cuppi durante le consultazioni del 2021

Il 4 marzo 2021, dopo settimane di tensioni all'interno del partito, Zingaretti annuncia a sorpresa con un post su Facebook l'intenzione di dimettersi dalla carica di segretario del Partito Democratico; nello stesso post Zingaretti spiega di averlo fatto "per amore dell’Italia e del partito", definisce la sua situazione interna "uno stillicidio" e attacca duramente le correnti del PD, accusandole di "pensare più alle poltrone che al bene del Paese".
Il giorno seguente Zingaretti formalizza le sue dimissioni con una lettera alla presidente del partito Valentina Cuppi. Il 14 marzo successivo, Enrico Letta torna in Italia dalla Francia per succedergli alla guida del partito, su proposta di Zingaretti stesso e appoggiato da altri dirigenti, venendo eletto dall'Assemblea nazionale con 860 voti a favore, 2 contrari e 4 astenuti.

### Elezione a deputato e fine del mandato regionale
Alle elezioni politiche anticipate del 2022, in prossimità della scadenza del mandato da presidente regionale, Zingaretti viene candidato alla Camera dei deputati, come capolista del Partito Democratico - Italia Democratica e Progressista nel collegio plurinominale Lazio 1 - 01, risultando eletto deputato.
L’11 novembre 2022, come largamente anticipato, Zingaretti rassegna le dimissioni da presidente della Regione per incompatibilità con la carica di deputato, spianando così la strada a nuove elezioni regionali nel Lazio. Fino all’elezione e all'insediamento del suo successore, la carica è assunta ad interim dal vicepresidente Daniele Leodori.
Alle primarie del PD del 2023 sostiene la mozione di Elly Schlein, deputata del PD ed ex vicepresidente della Regione Emilia-Romagna, che risulterà vincente con il 53,75% dei voti. Successivamente a luglio 2023 viene nominato presidente della Fondazione del PD, in sostituzione di Gianni Cuperlo.

### Capodelegazione del PD al Parlamento europeo
Alle elezioni europee del 2024 viene candidato al Parlamento europeo, tra le liste del PD nella circoscrizione Italia centrale in seconda posizione, dietro alla segretaria Schlein. Risulta infine eletto europarlamentare con oltre 126.000 preferenze  e lascia il seggio alla Camera a Patrizia Prestipino. Il successivo 23 luglio viene eletto per acclamazione capodelegazione del PD al Parlamento europeo.

## Attività da presidente della Regione Lazio
Nicola Zingaretti è principalmente noto per la sua attività alla guida della Giunta regionale del Lazio. È stato il primo dei Presidenti del Lazio a essere rieletto per un secondo mandato, risultando quindi anche il più longevo in carica (poco meno di 10 anni, da marzo 2013 a novembre 2022).

### Iniziative regionali
Sotto la guida della giunta Zingaretti viene: approvata una nuova normativa in ambito di spettacolo dal vivo e di promozione culturale, istituito il Registro Tumori della Regione Lazio, istituito il fondo regionale in favore dei soggetti interessati dal sovra-indebitamento o dall'usura, approvata la prima legge sulla geotermia, approvata la nuova normativa sulle dimore storiche e sui parchi regionali, istituito il nuovo sistema integrato degli interventi e dei servizi sociali della Regione, approvata la legge regionale riguardo alla coltivazione della Cannabis per scopi produttivi, alimentari ed ambientali, approvata la nuova normativa sugli ecomusei, varata la legge per l'istituzione del servizio civile regionale e approvata la nuova legge per la rigenerazione urbana ed il recupero edilizio.
Verso fine maggio 2021, la sua amministrazione stanzia per circa 200.000 euro progetti legati alla valorizzazione culturale della memoria storica del Lazio, tramite eventi legati alla Seconda guerra mondiale, alla Resistenza, alla nascita ed evoluzione dell’Unione europea, alla Shoah e alle deportazioni degli ebrei, al ricordo dell’esodo giuliano dalmata e alla nascita della Repubblica Italiana.

### Applicazione della legge 194
Il Lazio risulta essere la prima regione a introdurre l'obbligo per i medici operanti nei Consultori pubblici, ancorché obiettori di coscienza, di certificare la richiesta di aborto delle donne.
A giugno 2016 Zingaretti emanò un decreto con cui autorizzava l’azienda ospedaliera San Camillo-Forlanini ad aumentare a due il numero di ginecologi da assumere tramite quello stesso concorso, specificando le funzioni che i nuovi dirigenti medici avrebbero assolto, ovvero praticare interruzioni di gravidanza; il Movimento per la Vita e altre associazioni di medici cattolici presentarono ricorso contro il decreto. Ad agosto 2016 il TAR del Lazio diede ragione alla Regione Lazio e respinse il ricorso, giudicandolo «infondato».

### Sanità regionale
A settembre 2018 la sua giunta approvò una legge regionale contenente misure urgenti di prevenzione dei vaccini che ha reintrodotto la vaccinazione obbligatoria, mantenendo a 12 il numero dei vaccini obbligatori e non consentendo a chi non è stato vaccinato di frequentare la scuola.
L'8 gennaio 2022 Zingaretti ha annunciato in udienza da Papa Francesco che, insieme a UNHCR, Comunità di Sant'Egidio e Medici senza frontiere la Regione Lazio invierà in Africa 10,000 dosi di vaccino anti COVID-19 in favore dell'iniziativa #coopforafrica.

### Chiusura di Malagrotta e crisi dei rifiuti a Roma
Uno degli impegni presi da Zingaretti durante la campagna elettorale per le elezioni regionali del 2013 è stata la chiusura della discarica di Malagrotta, una discarica nella periferia ovest di Roma di 240 ettari (la più grande d'Europa), oggetto di polemiche ambientaliste, inchieste giudiziarie e una procedura di infrazione da parte dell'UE. Il 1º ottobre 2013 la discarica di Malagrotta è stata chiusa da Zingaretti e dal sindaco di Roma Ignazio Marino.
Tale scelta suscitò dei dubbi da parte di alcuni osservatori, riguardo la nuova destinazione dei rifiuti indifferenziati; ancora a luglio 2019 il piano di smaltimento rifiuti della Regione risultava quello aggiornato al 2012. Di conseguenza Roma ha dovuto fronteggiare una emergenza dovuta al mancato smaltimento dei rifiuti che in precedenza avveniva tramite Malagrotta, inducendo la Regione Lazio e il comune di Roma a stringere accordi per smaltire l'immondizia capitolina in impianti siti in altre regioni italiane (Abruzzo, Veneto, Puglia, Emilia-Romagna e Lombardia) o addirittura all'estero (Austria, Germania e Portogallo), tanto che Roma è il comune italiano con la più alta tassa sui rifiuti.

### Istituzione dell'Agenzia di Protezione Civile
Sotto la guida della giunta Zingaretti viene inoltre istituita l'Agenzia regionale di Protezione Civile, con l'intento di snellire e raccordare il lavoro di vigili, polizia e delle associazioni di volontariato. Il nuovo organismo si avvale solo di personale interno alla Regione, evitando il ricorso a personale esterno, compresi gli incarichi dirigenziali che potranno essere assegnati ad amministratori già in corpo all'ente. Gli impegni di spesa, esclusi i capitoli di bilancio destinati ad hoc che non potranno superare i 200.000 euro all'anno, saranno controllati da una commissione apposita. In tutto questo la Regione farà da regia e punto di raccordo con la centrale operativa, programmando, coordinando i vari enti locali e i volontari. Altre novità sono l'istituzione del Centro funzionale multi-rischio, della Sala operativa unificata permanente e del Comitato regionale di protezione civile. La legge per l'istituzione dell'Agenzia stabilisce inoltre l'eliminazione del bollo auto per i mezzi di protezione civile e garantisce la gratuità della consulta dei volontari.

## Posizioni politiche
Zingaretti è ampiamente considerato un politico socialdemocratico e progressista. È un forte sostenitore del federalismo europeo, ma ha spesso criticato le misure di austerità adottate dai leader europei durante la Grande Recessione. Zingaretti è favorevole al riconoscimento dei matrimoni di coppie dello stesso sesso e delle adozioni di figliastri, situazione che si verifica quando almeno un genitore ha figli da una precedente relazione, non geneticamente legati all'altro genitore. Inoltre sostiene il testamento biologico e la legalizzazione della cannabis.
Durante la sua carriera, Zingaretti è stato un forte sostenitore della lotta alla disuguaglianza economica. Per le sue idee di sinistra, alcuni giornalisti e analisti politici lo hanno paragonato a Jeremy Corbyn nel Regno Unito e Bernie Sanders negli Stati Uniti d'America. Inoltre è un sostenitore dello sviluppo sostenibile e delle politiche ambientali, nonché di una lotta più efficace contro il riscaldamento globale.

## Procedimenti giudiziari

### Accusa di corruzione (prosciolto)
Nell'ambito dell'inchiesta "Mondo di mezzo" sulla cosiddetta Mafia Capitale Zingaretti viene indagato dalla procura di Roma per corruzione e turbata libertà degli incanti. L'indagine ha inizio in seguito alle dichiarazioni di Salvatore Buzzi, che afferma di aver pagato delle tangenti a Zingaretti in cambio di appalti pubblici.
Il 6 ottobre 2016 la Procura chiede l'archiviazione delle accuse contro Zingaretti.
La Procura aveva in precedenza deciso di mantenere il massimo riserbo sull'inchiesta, che viene rivelata agli organi di stampa (e a Zingaretti stesso) solo dopo la richiesta di archiviazione.
Il 7 febbraio 2017 il GIP di Roma dispone l'archiviazione delle accuse contro Zingaretti.

### Accusa di falsa testimonianza (archiviata)
Sempre nell'ambito dell'inchiesta "Mondo di Mezzo", nel novembre 2017 Zingaretti è indagato dalla procura di Roma per falsa testimonianza, per alcune dichiarazioni pronunciate dallo stesso in Aula. Il 20 aprile 2018 la procura chiede l'archiviazione dell'accusa che viene dunque disposta.

### Accusa di finanziamento illecito (archiviata)
Il 19 marzo 2019 il settimanale L'Espresso rivela che Zingaretti è indagato dalle procure di Roma e Messina con l'accusa di finanziamento illecito per presunte elargizioni effettuate dagli avvocati Pietro Amara e Giuseppe Calafiore. Le accuse non hanno trovato riscontri probatori e anche in questo caso la Procura ha successivamente chiesto e ottenuto l'archiviazione dell'accusa.

### Abuso d’ufficio, falsità commessa da pubblico ufficiale e rifiuto d’atti d’ufficio (archiviata)
Il 22 gennaio 2021 viene indagato, assieme al suo assessore alla sanità Alessio D’Amato, per abuso d’ufficio, falsità commessa da pubblico ufficiale e rifiuto d’atti d’ufficio. Con loro sono indagate con le stesse accuse altre sette persone, tra cui Andrea Tardiola e Renato Botti. Il 2 novembre 2021 il GIP ha disposto l'archiviazione per Zingaretti e gli altri indagati.

## Opere
- Piazza Grande, Roma: Feltrinelli, 2019, ISBN 978-88-07-17366-0.